# Maria Stella Splendore
Maria Stella Splendore (São Paulo, 1948) é uma atriz e modelo brasileira, considerada a primeira top model brasileira. Aos 16 anos de idade, foi escolhida pelo estilista Dener para fazer um desfile e acabou se casando com o costureiro. O casamento ocorreu em 1965, vindo a ter dois filhos: Frederico Augusto (1966-1992) e Maria Leopoldina (1967), separam-se contudo em 1969.

## Biografia
Maria Stella Splendore nasceu na cidade de São Paulo em 9 de agosto de 1948. De família rica, desde 2004 vive na fazenda Nova Gokula, uma comunidade hare krishna em Pindamonhangaba, a 145 km de São Paulo. Especula-se que sua filha caçula, Maria Leopoldina Splendore, possa ser filha do cantor brasileiro Roberto Carlos. Ela lançou em março de 2008 uma autobiografia em que fala sobre o romance que teve com o cantor em 1966, quando era casada com o estilista Dener. Acredita-se que a canção "Namoradinha de um Amigo Meu", lançada por Roberto em seu álbum epônimo de 1966, refira-se ao caso.

## Obras

### Filmes
- 1982 - Brisas do Amor
- 1980 - Insaciável Desejo da Carne
- 1980 - A Prisão
- 1971 - Idílio Proibido

### Outros
- 1969 - Super Plá (televisão)
- 2008 - Sri Splendore[3] (biografia)